# Il corpo della ragassa
Pour plus de détails, voir Fiche technique et Distribution.
Il corpo della ragassa est une comédie érotique italienne réalisée par Pasquale Festa Campanile et sortie en 1979. 
Adapté du roman éponyme de Gianni Brera (publié en 1969 par Longanesi et réédité par Booktime en 2010), ce film érotique marque l'un des sommets de la carrière d'actrice de Lilli Carati.

## Synopsis
Teresa Aguzzi, dite Tirisìn, est la belle fille de Pasquale, pelleteur de sable sur les rives du Pô, dans la basse province de Pavie, dans les années 1930. Lors d'un voyage en ville, la jeune fille est remarquée par le riche professeur Ulderico Quario et immédiatement engagée comme servante dans son palais. Assisté de sa fidèle gouvernante Caterina, le docteur s'improvise pygmalion en instruisant la rustre Tirisìn dans les arts de la féminité raffinée, afin de l'exhiber comme objet sexuel à ses amis.
Au début, Tirisìn montre une certaine perplexité à être impliquée dans ce jeu libertin, mais le bonheur de son père, qui avec son nouveau salaire a enfin réussi à construire des latrines dans leur pauvre maison, et les bons conseils d'une maîtresse experte, la convainquent de s'impliquer et, en fait, de jouer un rôle de premier plan et d'essayer de tirer le meilleur parti de la situation.

## Fiche technique
- Titre italien original : Il corpo della ragassa[1],[2]
- Réalisateur : Pasquale Festa Campanile
- Scénario : Alberto Lattuada, Enrico Oldoini
- Photographie : Giuseppe Ruzzolini
- Montage : Alberto Gallitti
- Musique : Riz Ortolani
- Décors : Ezio Altieri (it)
- Production : Luigi et Aurelio De Laurentiis
- Société de production : Filmauro
- Pays de production :  Italie
- Langues originales : italien
- Format : couleur par Telecolor - Son mono - 35 mm
- Durée : 104 minutes
- Genre : comédie érotique italienne
- Dates de sortie :
  - Italie : 1979 (visa délivré le 13 septembre 1979)[1]

## Distribution
- Enrico Maria Salerno : Professeur Ulderico Quario
- Lilli Carati : Teresa Aguzzi, dite « Tirisìn »
- Renzo Montagnani : Pasquale Aguzzi
- Marisa Belli : Cecchina
- Elsa Vazzoler : Caterina
- Nino Bignamini : Erminio Alvarini, dit « Pinta »
- Clara Colosimo : Pinin
- Giuliana Calandra : Laura Marengo
- Luigi Pernice : Dr. Alberto Marengo